# عرش أمازيغي
العرش الأمازيغي هي قبيلة أمازيغية متكونة من مجموعة من القرى المتحدة في شمال أفريقيا.

## تعريف عام
العرش الأمازيغي في شمال أفريقيا هو اتحاد قرى في إقليم جغرافي محدد.
ويسمح هذا الاتحاد القروي بتقاسم الموارد المائية والمساحات الرعوية والتضاريس القابلة للتشجير.

## التنظيم الاجتماعي
التنظيم الاجتماعي الأمازيغي هو نظام أبوي مبني على أساس النسب الأبوي [الفرنسية]، ويتم فيه تسلسل النسب [الفرنسية] عبر القرابة الذكورية.
وفقا للتقاليد الأمازيغية، يتم تجميع الأسرة الممتدة حول الأجداد والنساء والأطفال والأعمام والعمات وأبناء عمومة آخرين.
مجموعة من الأسر ذات الجد المشترك يتم تجميعها في فرقة أمازيغية [الفرنسية] (بالأمازيغية: ثاخروبث).
يسكن الحي الأمازيغي عموما من قبل فرقة أمازيغية [الفرنسية] واحدة فقط، مع أرضها ومقبرة خاصة بها.
فكل فرقة أمازيغية [الفرنسية]، أو حتى كل حي أمازيغي، عادة ما يحمل اسم أو لقب الجد المؤسس.
يشكل تجمع عدة فرق أمازيغية [الفرنسية] بعد اتحادها أساس القرية الأمازيغية (بالأمازيغية: ثادارث) (جمعها: (بالأمازيغية: ثودار)).
مجموعة من القرى الأمازيغية ذات الأصول المشتركة تشكل القبيلة الأمازيغية أو العرش الأمازيغي.
عندما تتحالف عدة عروش أمازيغية، فإنها تشكل اتحادية أمازيغية (بالأمازيغية: ثاقبيلث).

## فروع العرش
يتكون العرش الأمازيغي من فروع تتمثل في:
1. فرقة أمازيغية [الفرنسية].[11]
2. ثادارث.[12]
3. دشرة.[13]
4. مشتة.[14]
5. دوار.[15]

## مكتبة الصور

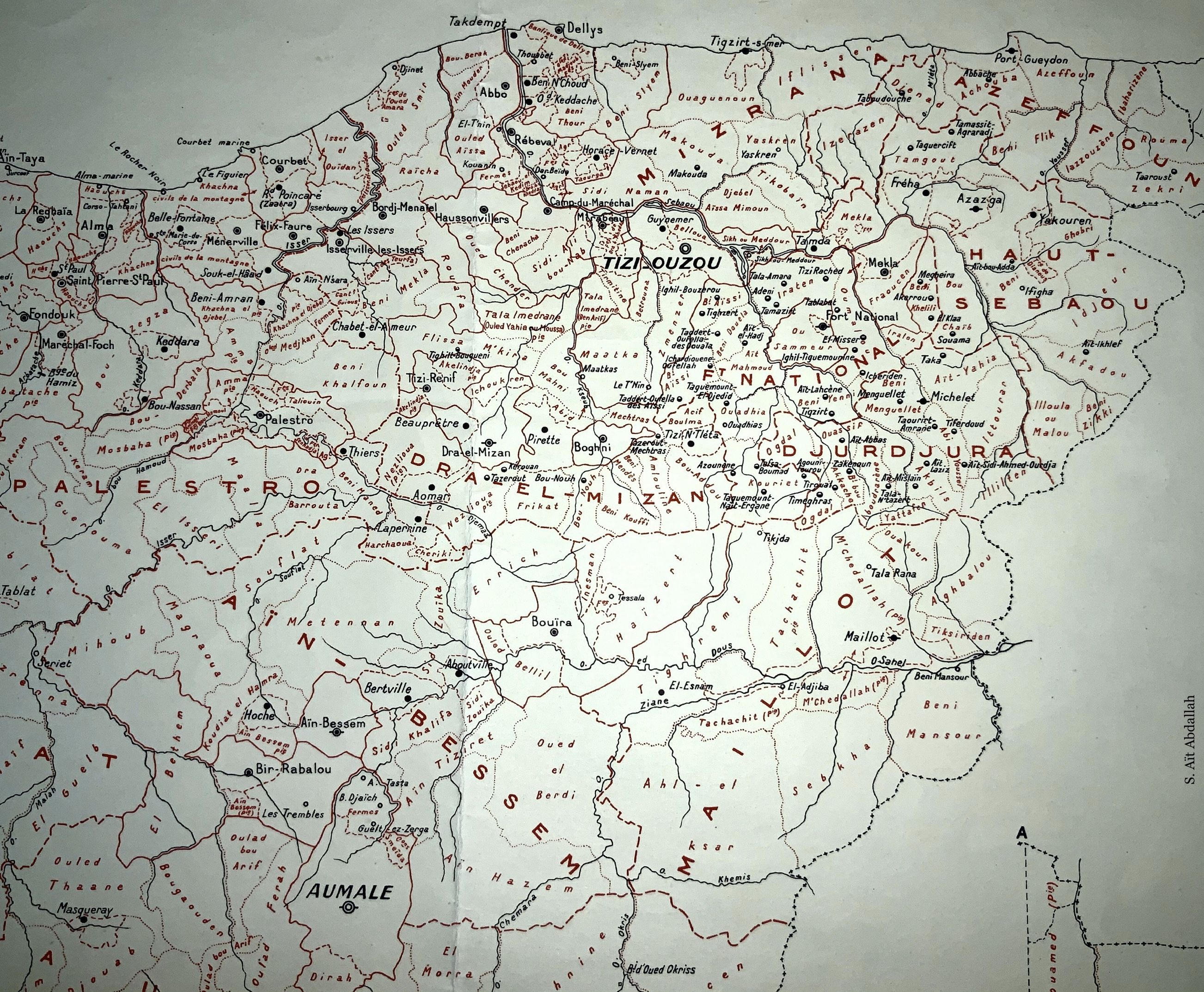
منطقة القبائل
خريطة قبيلة زواوة في منطقة القبائل
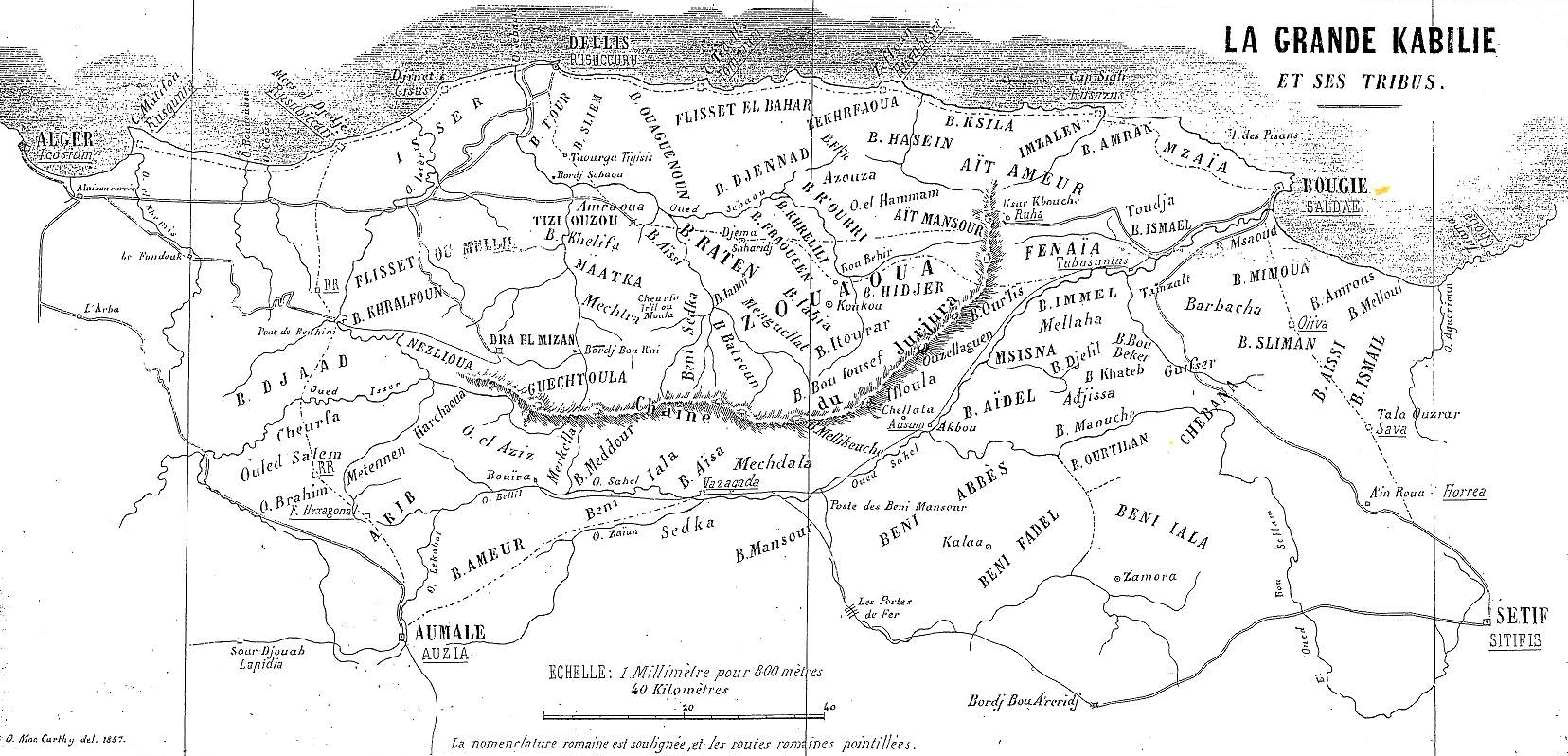
خريطة منطقة القبائل
خريطة قديمة لموقع بلاد زواوة